# Nervi patètic
El nervi patètic o nervi troclear o quart parell cranial o nervi cranial IV, és un nervi eferent que innerva el múscul oblic superior, un múscul de l'ull.
El nervi patètic és únic entre els nervis cranials en diversos aspectes. És el nervi cranial més petit en nombre d'axons que conté, i és el que té la major longitud intracranial. A part del nervi òptic (nervi cranial II), és l'únic nervi cranial que efectua una decussació (creua a l'altra banda) abans que innervi al seu objectiu. Finalment, és l'únic nervi cranial que surt de la cara dorsal de la tronc cerebral.
Els homòlegs del nervi patètic es troben en tots els vertebrats amb mandíbules. Les característiques úniques del nervi troclear, incloent la seva sortida dorsal del tronc cerebral i la seva innervació contralateral, s'observen en els cervells dels taurons primitius.
El nervi patètic humà es deriva de la placa basal del mesencèfal embrionari.